# Leptoria irregularis
Leptoria irregularis är en korallart som beskrevs av Veron 1990. Leptoria irregularis ingår i släktet Leptoria och familjen Faviidae. IUCN kategoriserar arten globalt som sårbar. Inga underarter finns listade i Catalogue of Life.